# Adriano Emperado
 (août 2010).
Si vous disposez d'ouvrages ou d'articles de référence ou si vous connaissez des sites web de qualité traitant du thème abordé ici, merci de compléter l'article en donnant les références utiles à sa vérifiabilité et en les liant à la section « Notes et références ».
Adriano Emperado (né le 16 juin 1926 à Honolulu) (mort le 4 avril 2009 à Honolulu) est le principal de cinq artistes martiaux qui ont élaboré le kajukenbo - le système d'autodéfense.

## Biographie
Emperado a eu une enfance dure à Honolulu. Son entraînement initial d'arts martiaux fut l'eskrima, qui plus tard a influencé des aspects de son kajukenbo. Ensuite, Emperado s'est intéressé au kempo et a obtenu la ceinture noire de cinquième degré sous la direction de William K. S. Chow.
En 1947, cinq artistes martiaux, qui s'appelaient la Société de la Ceinture Noire (Black Belt Society), se rencontrèrent dans un quartier de Honolulu connu comme la Cité de Palama. Leur but était d'élaborer le système suprême d'autodéfense. Ceux-ci étaient Peter Y. Choo (tangsudo - karatê coréen), Frank Ordonez (jiu-jitsu), Joseph Holck (judô), Adriano Emperado (kenpo et escrime) et Clarence Chang (wushu de Shaolin - "la boxe chinoise"). Après deux ans, les cinq maîtres martiaux créèrent un système très efficace en combats de rue. Ce système fut baptisé "kajukenbo", d'après les premières syllabes des quatre styles grâce auxquels il a été établi. Dès lors, le kajukenbo a acquis une réputation comme "l'art perfectionné de combat sale dans la rue", comme un membre a dit.
La première école du kajukenbo a été ouverte à la Cité de Palama, et dirigée par Emperado et par son frère, Joe. Pour être invincibles dans des rues, les étudiants recevaient un entraînement réaliste et brutal, et combattaient avec un plein contact. Plusieurs contusions étaient un événement quotidien, et le nombre d'étudiants à l'école bientôt diminué à quelques hommes loyaux. L'école de l'Emperado a donné plusieurs instructeurs futurs qui auront du succès et influeront dans la communauté internationale des arts martiaux : Sid Asuncion, Tony Branches, Charles Gaylord, Aleju Reyes, Joe Halbuna, Al Dacascos, etc.
En 1959, Emperado a commencé à incorporer le wushu au système de kajukenbo, déplaçant l'accent du style dur du karaté en une combinaison de techniques douces et dures. Le kajukenbo a évolué à un style ouvert à l'amélioration et disposé à n'accepter que ce qui est efficace.
Le kajukenbo moderne hérite du style conçu par Emperado. Grâce à sa vie orientée à la contribution aux arts martiaux, la revue américaine Black Belt Magazine (la Revue de Ceinture Noire) a nommé Adriano Emperado Instructeur de l'année 1991. Fidèle à sa réputation, le kajukenbo moderne est axé sur l'efficacité pour n'importe quel combat de rue.

## Sources
- (es) Cet article est partiellement ou en totalité issu de l’article de Wikipédia en espagnol intitulé « Adriano Emperado » (voir la liste des auteurs).